# Oksford
Oksford (ang. Oxford) – miasto w południowej Anglii nad rzeką Tamizą, stolica hrabstwa Oxfordshire, w dystrykcie Oksford. Znane jest przede wszystkim jako siedziba Uniwersytetu Oksfordzkiego (University of Oxford), najstarszego anglojęzycznego uniwersytetu świata. Oksford od XIX w. nazywany jest „miastem rozmarzonych wież” (ang. city of dreaming spires).
W mieście znajdują się instytucje związane z uniwersytetem, m.in. Ashmolean Museum – najstarsze muzeum w Wielkiej Brytanii oraz Bodleian Library – jedna z największych i najstarszych bibliotek w kraju. W Oksfordzie siedzibę ma Oxford University Press, największe wydawnictwo uniwersyteckie na świecie.
Oksford położony jest w regionie określanym jako Dolina Tamizy. Gospodarka miasta jest zróżnicowana. Obok związanych z uniwersytetem przemysłów: wydawniczego, naukowego i wysokich technologii znajduje się tam także fabryka samochodów Mini, dawniej należąca do przedsiębiorstwa Morris Motor Company (obecnie część koncernu BMW). Turystyka stanowi ważną część gospodarki miasta.
Eklektyczne budynki Oksfordu, w szczególności kolegia uniwersytetu, reprezentują wszystkie style architektoniczne w historii Anglii – począwszy od budynków saksońskich z X wieku, przez średniowieczny gotyk i styl epoki Tudorów po bogatą architekturę barokową. Ta ostatnia reprezentowana jest przez wiele budynków zaprojektowanych przez słynnych architektów angielskich Christophera Wrena i Nicholasa Hawksmoora, związanych z uczelnią.

## Historia
Osadnictwo na terenie Oksfordu sięga IX w. i związane jest z istniejącym na tym obszarze grodem nad Tamizą. Stąd nazwa miasta, wywodząca się od słów ox (wół) i ford (bród). W X w. osada znajdowała się na granicy między dwoma państwami heptarchii anglosaskiej: Mercją i Wessex, i miała w związku z tym ważne znaczenie obronne. Wielokrotnie najeżdżana była przez wojska duńskie.

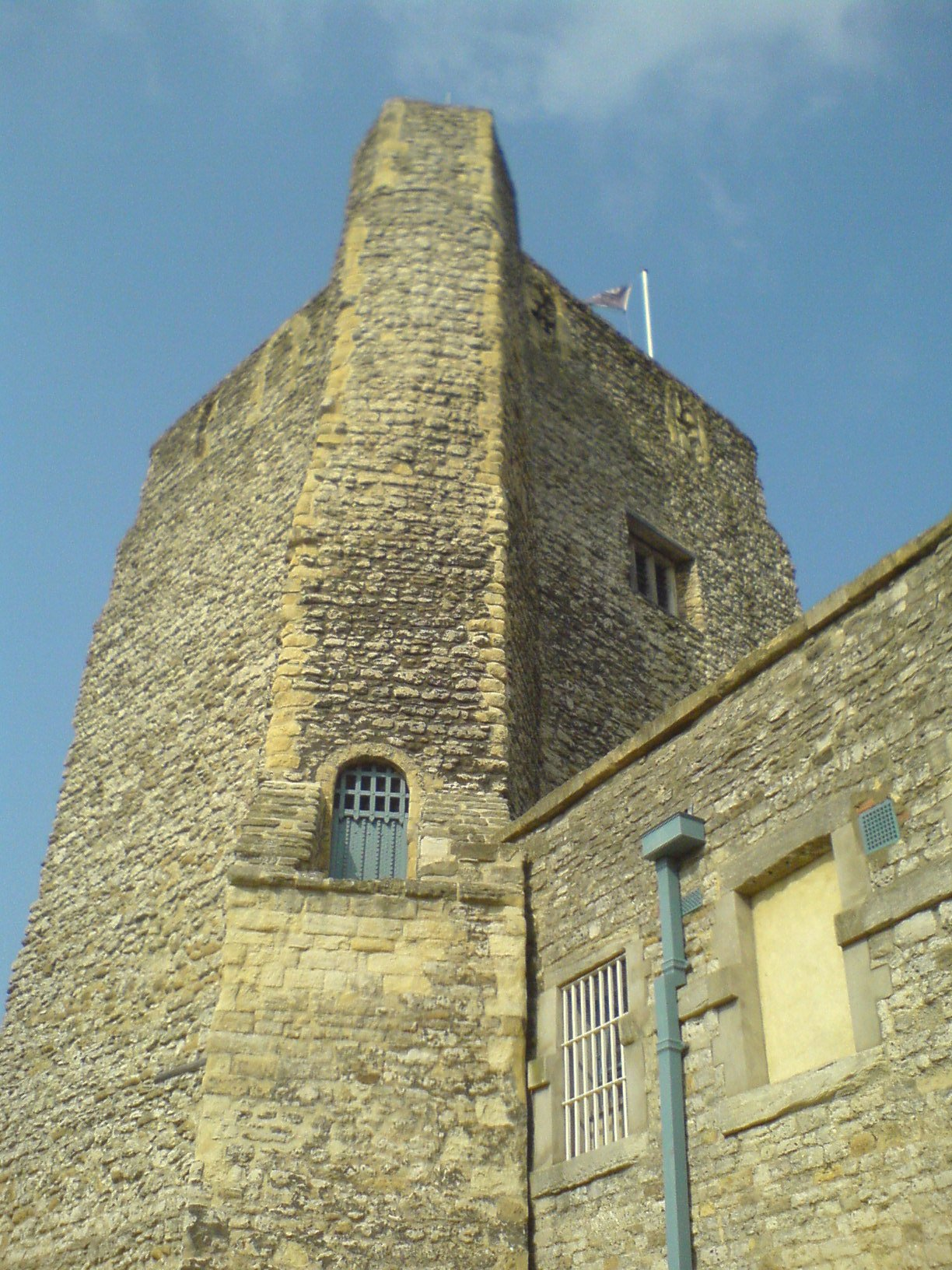
Wieża św. Jerzego, zamek oksfordzki

Najazd Normanów z 1066 r. doprowadził do poważnego zniszczenia osady. Normański zarządca Robert d’Oyly wybudował tu w tym okresie zamek (Oxford Castle), który nigdy nie został użyty w celach obronnych. Zamek, dosyć zniszczony, dostępny jest dla zwiedzających. W pomieszczeniach budowli d’Oyly powołał do życia zakon mnichów św. Jerzego, historycznie pierwszy ośrodek kształcenia w Oksfordzie. Oksford jest wspomniana w Domesday Book (1086) jako Oxeneford/juxta Oxeneford/juxta murum/Oxineford. To tam właśnie przebywał Godfryd z Monmouth, autor słynnej kompilacji legend arturiańskich napisanej w 1136 r.
Henryk II Plantagenet nadał Oksfordowi kartę praw miejskich, gwarantującą społeczności miasta identyczne przywileje jak te przysługujące mieszkańcom Londynu. W ten sposób Oksford stał się praktycznie drugą stolicą Anglii. Wiele parlamentów zwoływano w mieście w XIII w.; w 1258 r. Szymon z Montfort wymusił tam na królu Henryku III reformy ustrojowe znane jako prowizje oksfordzkie. Dokument ten uważany jest za pierwszą konstytucję angielską.
Początki uniwersytetu sięgają XII wieku – w 1167 r. Henryk II zakazał angielskim żakom studiowania na Uniwersytecie Paryskim, co przyczyniło się do ich powrotu i osiedlenia w Oksfordzie. Formująca się uczelnia szybko zyskała znaczenie w średniowiecznej Europie; od tego czasu historia miasta jest ściśle związana z historią uniwersytetu.
Miasto ma ważne znaczenie w historii wczesnej reformacji. To tutaj w 1555 r. skazano za herezję i spalono na stosie tzw. męczenników oksfordzkich – biskupów kościoła anglikańskiego Hugh Latimera, Nicholasa Ridleya i arcybiskupa Canterbury Tomasza Cranmera. Miejsce stosu upamiętnia krzyż wybrukowany przy ulicy Broad Street, niedaleko stoi również XIX-wieczny pomnik poświęcony męczennikom.
Podczas angielskiej wojny domowej Oksford stał się na kilka lat stolicą Anglii, kiedy to w 1642 r. król Karol I Stuart zmuszony został po bitwie pod Edgehill do ucieczki z Londynu przed wojskami Olivera Cromwella. Miasto, w którym nie brakło zwolenników lorda protektora, zostało w końcu zdobyte w 1646 r. przez wojska Thomasa Fairfaxa. Siedzibą króla stało się ponownie w 1665 i 1666 r. – wtedy Karol II zbiegł z Londynu przed panującą tam epidemią dżumy.
Wybudowany w XVIII wieku Kanał Oksfordzki połączył Oksford i Tamizę z miastem Coventry. W 1844 r. Wielka Zachodnia Kolej Żelazna, jedna z pierwszych linii kolejowych na świecie, połączyła Oksford z Didcot, Reading i dworcem Paddington w Londynie.
Na początku XX w. nastąpił gwałtowny napływ ludności do miasta i jego rozwój przemysłu wydawniczego i samochodowego. Tutaj William Morris założył Morris Motor Company produkującą słynne samochody Mini Morris. Fabryka samochodów Mini w dzielnicy Cowley zatrudniała w szczytowym okresie działalności ok. 20 000 mieszkańców, w znaczący sposób wpływając na robotniczy charakter wschodnich dzielnic miasta, położonych po lewej stronie rzeki Cherwell.
W czasie bitwy o Anglię Oksford nie był atakowany z powietrza przez wojska III Rzeszy. Źródła historyczne wskazują, że Adolf Hitler chciał uczynić Oksford stolicą podbitego regionu Wysp Brytyjskich.

## Przyroda

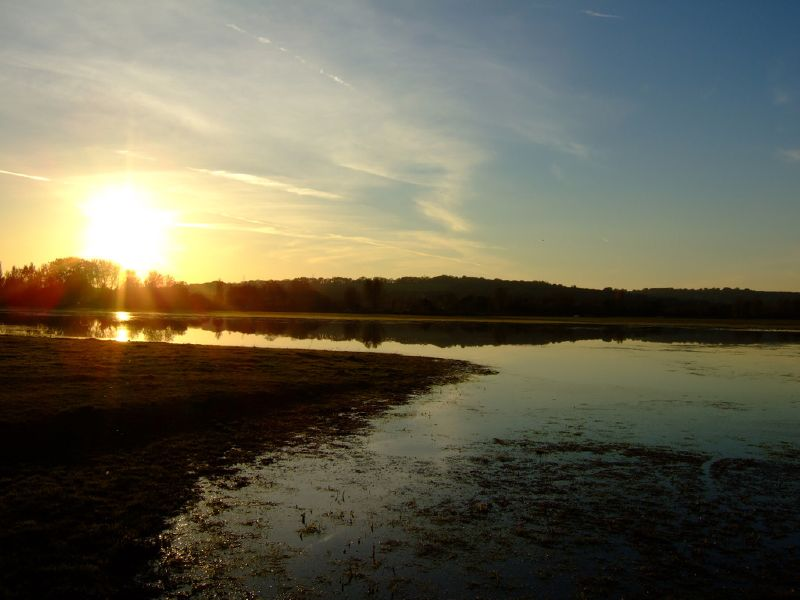
Zachód słońca nad Port Meadow

Na terenie Oksfordu jest wiele parków i terenów zielonych; w obrębie obwodnicy miasta znajduje się 25 rezerwatów przyrody. W centrum miasta, na zachodnim brzegu rzeki Cherwell, położone jest 30 hektarów parków uniwersyteckich (Oxford University Parks). W parkach znajdują się ogrody z egzotycznymi drzewami i kwiatami oraz boiska do gry w krykieta. W obrębie kolegiów uniwersytetu wchodzą duże połacie obszarów zielonych: najważniejsze z nich to łąka kolegium Christ Church nad Tamizą (Christ Church Meadow) i rezerwat danieli w kolegium św. Magdaleny (Magdalen Deer Park). W Oksfordzie znajduje się również najstarszy w Anglii (i jeden z najstarszych na świecie) ogród botaniczny: należący do uniwersytetu University of Oxford Botanic Garden. W tym założonym w 1621 r. ogrodzie rosną przedstawiciele ponad 90% wszystkich rodzin roślin naczyniowych.
Największy park w granicach administracyjnych Oksfordu to Park Południowy (South Park) w dzielnicy Headington. Wzgórze Headington Hill znajdujące się w obrębie parku stanowi najlepszy punkt widokowy do oglądania i fotografowania malowniczych wież uniwersytetu.
Na północ od miasta znajdują się połacie podmokłych łąk nad Tamizą, zwane jako łąki portowe (Port Meadow). Obszar ten nie był nigdy wykorzystywany rolniczo i stanowił dar dla mieszkańców Oksfordu od króla Alfreda Wielkiego na początku XI w. Król przekazał 120 ha łąk mieszkańcom miasta w podziękowaniu za obronę królestwa przed najeżdżającymi kraj wojskami duńskimi. Łąki po dziś dzień używane są jako pastwiska dla bydła i koni. Odwiedzane są też przez mieszkańców miasta i turystów ze względu na ich malowniczą scenerię.

## Demografia
Oksford ma 151 000 mieszkańców, co czyni go 41. miastem Wielkiej Brytanii pod względem zaludnienia. Spośród mniejszych miejscowości Anglii jest jedną z najbardziej kosmopolitycznych i zróżnicowanych etnicznie, na co wpłynęła migracja oraz międzynarodowa społeczność studentów. Dane z 2005 r. wskazują, że 27% mieszkańców należy do mniejszości etnicznych (16% to osoby niepochodzące etnicznie z Europy).

## Transport

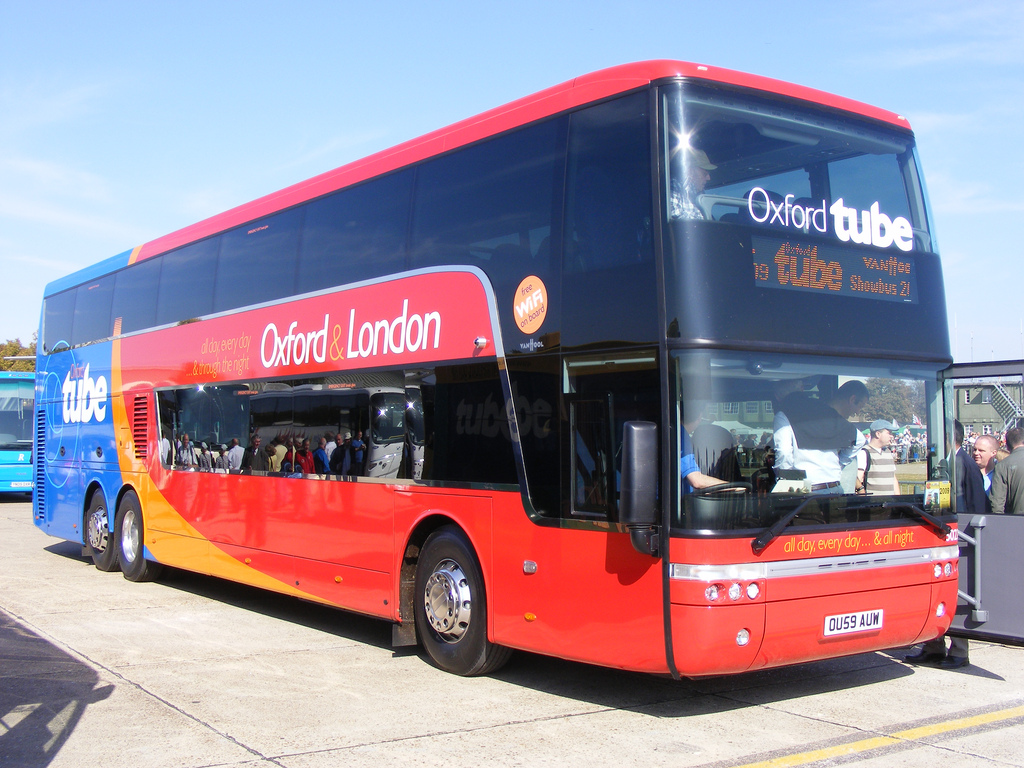
Jeden z 24 autokarów linii Oxford Tube

Miasto położone jest ok. 80 km. na północny zachód od centrum Londynu i połączone jest z nim za pomocą autostrady M40 z Londynu do Birmingham. Na trasie tej jeżdżą całą dobę autokary dwóch konkurujących przewoźników OxfordTube i OxfordEspress, wykonując ok. 150 przewozów dziennie (ok. co 5 minut w godzinach szczytu). Jest to najczęstsze połączenie autokarowe Wielkiej Brytanii. Miasto połączone jest również z Londynem (dworzec London Paddington) za pomocą linii kolejowej. Pociągi przewoźnika First Great Western odjeżdżają z i do Londynu trzy razy na godzinę; czas podróży to 55 minut.
11 km na północny zachód od miasta, w miejscowości Kidlington, znajduje się lotnisko London Oxford Airport. Lotnisko jest jednym z największych lotnisk szkoleniowych Europy, ściśle związanym ze szkołą pilotów Oxford Aviation Academy. Z Oksfordu latają również samoloty czarterowe. W maju 2012 r. uruchomione zostało harmonogramowe połączenie między Oksfordem a wyspą Jersey na kanale La Manche.

## Turystyka
Oksford jest (obok Cambridge) jednym z najpopularniejszych wśród turystów miast południowej Anglii, ze względu na uniwersytecki charakter miasta, świetnie zachowaną architekturę i bliskość do Londynu. Miasto odwiedziło w 2008 r. 9,1 mln turystów.
Miasto (w szczególności budynki uniwersytetu) jest często wykorzystywane na planie hollywoodzkich produkcji filmowych, do czego przyczynia się przychylny stosunek władz uczelni wydającej zezwolenia na filmowanie. Filmy nakręcone w całości lub częściowo w Oksfordzie to m.in. X-Men: Pierwsza klasa (2011), Złoty kompas (2007), Harry Potter i Czara Ognia (2005), Harry Potter i Komnata Tajemnic (2002), Harry Potter i Kamień Filozoficzny (2001), 102 dalmatyńczyki (2000) i Rybka zwana Wandą (1988).

### Główne atrakcje turystyczne Oksfordu
Budynki uniwersyteckie:
- Sheldonian Theatre – aula uniwersytetu
- Ashmolean Museum – muzeum uniwersyteckie

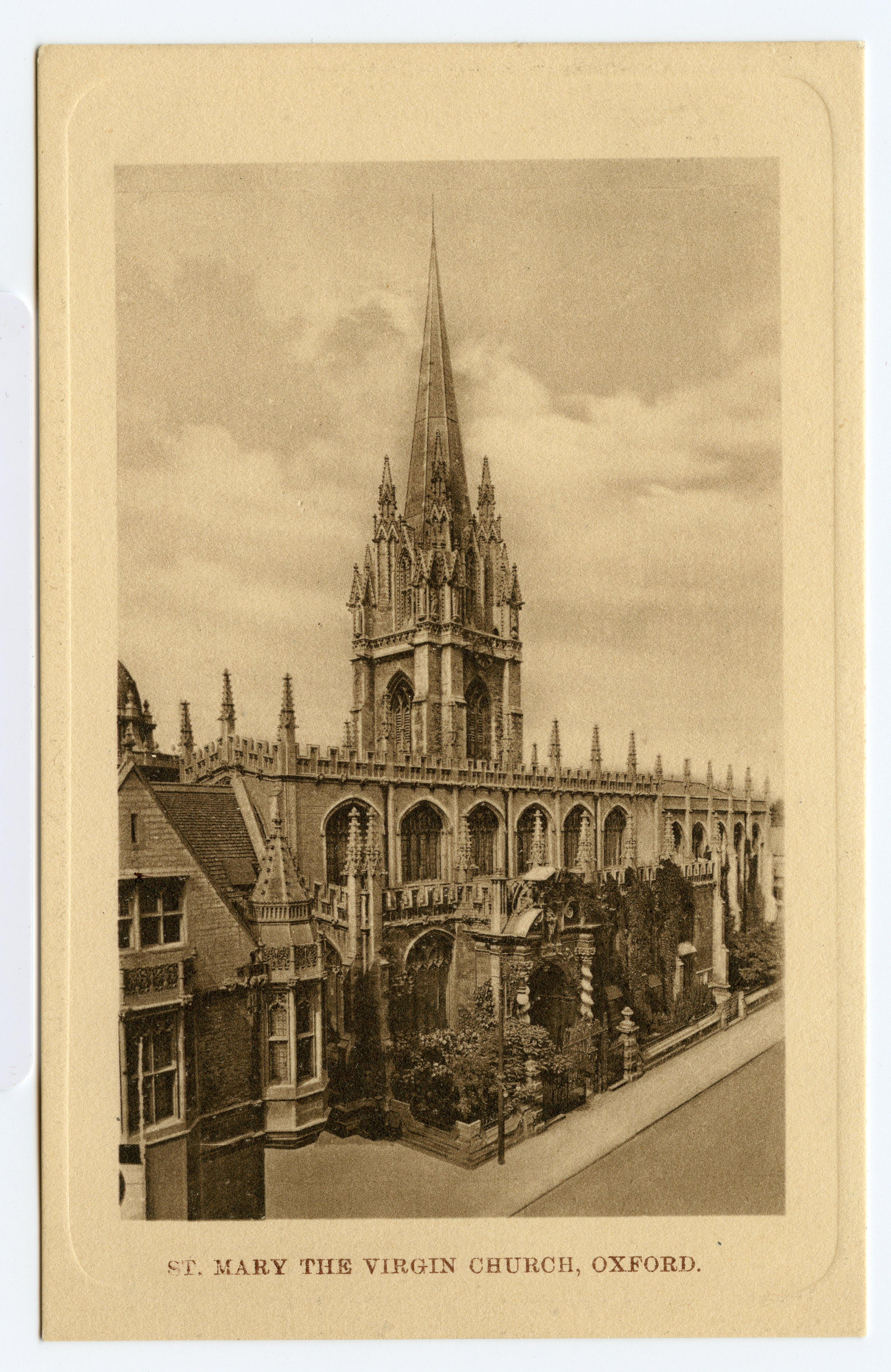
Kościół uniwersytecki w Oksfordzie na starej pocztówce

- Bodleian Library – Biblioteka Uniwersytecka
- Radcliffe Camera – barokowa rotunda, obecnie czytelnia Bodleian Library
- Christ Church Cathedral – katedra (część kolegium Christ Church)
- Church of St Mary the Virgin – kościół uniwersytecki
- Oxford University Museum of Natural History – muzeum historii naturalnej
- Pitt Rivers Museum – muzeum antropologiczne
- Museum of the History of Science – muzeum historii nauki
- University of Oxford Botanic Garden – ogród botaniczny

Inne:
- Oxford Castle – zamek
- Carfax Tower – wieża usytuowana w centrum miasta
- Modern Art Oxford – galeria sztuki
- Covered Market – historyczny zadaszony rynek
- Grób Adama Koca na cmentarzu Wolvercote
- Grób C.S. Lewisa na cmentarzu Headington Quarry
- Grób J.R.R. Tolkiena i jego żony Edith na cmentarzu Wolvercote
- Grób Marii Czaplickiej[4] na cmentarzu Wolvercote

## Kultura

### Muzea i galerie

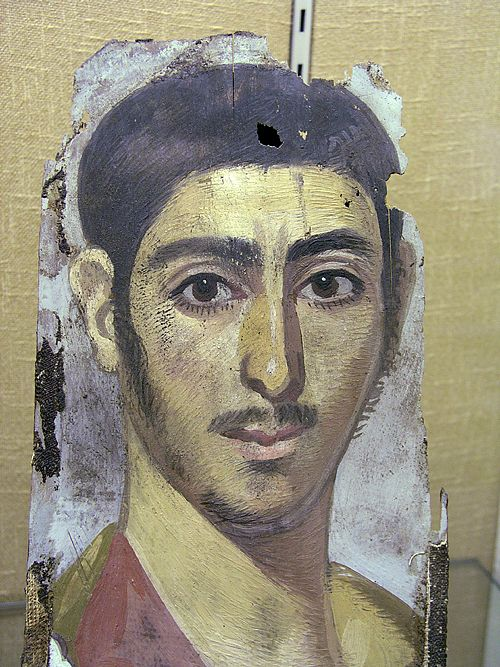
Egipski portret mężczyzny z Tanis (III w.) ze zbiorów Ashmolean Museum

Oksford jest ważnym ośrodkiem kulturowym Wielkiej Brytanii. Na jego terenie znajdują się muzea o znaczeniu międzynarodowym, przede wszystkim założone w 1678 muzeum uniwersyteckie Ashmolean, ze szkicami Michała Anioła i Rafaela oraz obrazami Rubensa, Rembrandta i Renoira. Do uniwersytetu należą również światowej klasy muzea historii nauki, historii naturalnej, antropologii (Pitt Rivers Museum) oraz kolekcja instrumentów muzycznych. Kolegium Christ Church prowadzi własną prywatną galerię, gdzie szczególnie silnie reprezentowane jest renesansowe malarstwo włoskie (Leonardo Da Vinci, Michał Anioł, Rafael) oraz barokowe malarstwo niderlandzkie (Peter Paul Rubens, Antoon van Dyck). W mieście działa również, niezwiązana z uniwersytetem, galeria sztuki nowoczesnej Modern Art Oxford.

### Teatr i film
W Oksfordzie znajdują się dwa duże teatry: New Theatre wystawiający głównie musicale i balety oraz związany z uniwersytetem Oxford Playhouse. Dwa mniejsze teatry, Burton Taylor Studio i Old Fire Station, wystawiają głównie sztuki studenckie. W większości kolegiów uczelni działają amatorskie zespoły teatralne, które wystawiają przynajmniej jedną sztukę w trymestrze. Oprócz dwóch kin sieci Odeon wyświetlających hollywoodzkie produkcje, w mieście działają kina wyświetlające filmy niszowe i niezależne (Ultimate Picture Palace i Phoenix Picture House). Kolegium św. Magdaleny ma własną salę kinową i studencki klub filmowy, który cieszy się popularnością wśród studentów i mieszkańców miasta. Klub zajmuje się głównie wyświetlaniem kina międzynarodowego i amatorskiego.

### Biblioteki

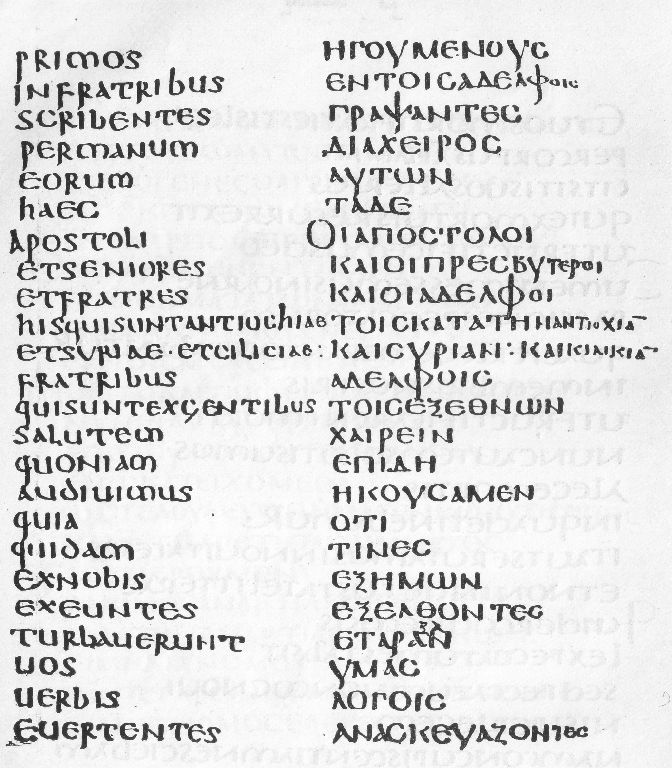
Codex Laudianus, manuskrypt Nowego Testamentu z VI w., w zbiorach Bodleian Library

W Oksfordzie znajduje się ponad 100 bibliotek, większość należących do uniwersytetu, jego poszczególnych wydziałów oraz indywidualnych kolegiów. Najbardziej znaną i największą jest ogólnouniwersytecka biblioteka Bodleian Library, jedna z 3 bibliotek Wielkiej Brytanii, której przysługuje prawo do każdej wydanej w kraju książki (obok British Library i Cambridge University Library). Do skarbów biblioteki należą m.in. Magna Carta, Pierwsze Folio Szekspira i pierwsze wydanie Biblii Gutenberga. Poszczególne kolegia mają w swoich zbiorach cenne manuskrypty, m.in. oryginalne tomy notatek Newtona w New College Library (w tym m.in. szkic eksperymentu z rozszczepieniem światła). Oxford Central Library jest biblioteką ogólną prowadzoną przez władze hrabstwa dla mieszkańców Oksfordu i okolic. Posiada ok. 200 000 zbiorów.

### Muzyka
W mieście działa (związana z uniwersytetem) filharmonia Oxford Philomusica, która gra w amfiteatrze uniwersyteckim Sheldonian Theatre. Większe chóry to Arcadian Singers i Oxford Bach Choir, oba związane z uczelnią. Wszystkie kolegia uniwersytetu mają własne zespoły chóralne; do najbardziej znanych należą New College Choir i Magdalen College Choir.
Przy Holywell Street znajduje się Holywell Music Room, pierwszy w nowożytnej Europie budynek zaprojektowany do wykonywania koncertów muzycznych. Zaprojektowany przez Thomasa Caplina, budynek został ukończony w 1748 r. Znajdują się w nim m.in. organy oraz siedzenia dla publiczności. Wykonywali tam za życia wielcy wirtuozi muzyki, m.in. Georg Friedrich Händel i Joseph Haydn. Obecnie budynek jest salą egzaminacyjną dla studentów muzyki.

## Sport
Wioślarstwo jest popularnym sportem w mieście, zarówno wśród studentów uczelni (światowej sławy Oxford University Rowing Club, zespoły wioślarskie poszczególnych kolegiów), jak i mieszkańców miasta (Oxford City Rowing Club). Na Tamizie odbywają się regaty wioślarskie, gdzie studenci rywalizują między sobą w czasie roku akademickiego. W lecie odbywają się regaty Oxford City Regatta, zawody pomiędzy zespołami kolegiów oraz drużynami miejskimi. Innym popularnym sportem wśród studentów jest rugby.
Oksford nie ma znaczącego klubu piłki nożnej. Oxford United F.C. gra obecnie w Championship (druga liga angielska). Do klubu należy Kassam Stadium na wschodzie miasta mieszczący 12 500 osób. Drugi klub to Oxford City F.C., o charakterze półamatorskim, grającym w Southern Football League. Żużlowy klub Oxford Cheetahs był pięciokrotnym mistrzem Wielkiej Brytanii, ostatnio w 2001. Klub zakończył działalność w 2007 r.

## Miasta partnerskie
- Niemcy: Bonn
- Francja: Grenoble
- Holandia: Lejda
- Nikaragua: León
- Rosja: Perm
- Szwecja: Umeå
- Polska: Wrocław